# Alex Deibold
Alex Deibold (New Haven, 8 mei 1986) is een Amerikaanse snowboarder, gespecialiseerd op het onderdeel snowboardcross. Hij vertegenwoordigde zijn vaderland op de Olympische Winterspelen 2014 in Sotsji.

## Carrière
Op de FIS wereldkampioenschappen snowboarden 2007 in Arosa eindigde Deibold als vijftiende op de snowboardcross. Bij zijn wereldbekerdebuut, in februari 2007 in Furano, scoorde de Amerikaan direct zijn eerste wereldbekerpunten. Een maand na zijn debuut behaalde hij in Lake Placid zijn eerste toptien klassering in een wereldbekerwedstrijd. 
In La Molina nam Deibold deel aan de FIS wereldkampioenschappen snowboarden 2011. Op dit toernooi eindigde hij als 26e op de snowboardcross. In februari 2013 stond de Amerikaan in Sotsji voor de eerste maal in zijn carrière op het podium van een wereldbekerwedstrijd. Tijdens de Olympische Winterspelen van 2014 in Sotsji veroverde hij de bronzen medaille op de snowboardcross.
Op de FIS wereldkampioenschappen snowboarden 2015 in Kreischberg eindigde Deibold als zeventiende op het onderdeel snowboardcross. In de Spaanse Sierra Nevada nam de Amerikaan deel aan de FIS wereldkampioenschappen snowboarden 2017. Op dit toernooi eindigde hij als vijftiende op de snowboardcross, samen met Nate Holland eindigde hij als zevende in de snowboardcross voor teams.
Op de FIS wereldkampioenschappen snowboarden 2021 in Idre Fjäll eindigde hij als 23e op de snowboardcross, in de landenwedstrijd eindigde hij samen met Stacy Gaskill op de negende plaats.

## Resultaten

### Olympische Winterspelen
| Jaar | Plaats | Resultaten     |
| ---- | ------ | -------------- |
| 2014 | Sotsji | Snowboardcross |

### Wereldkampioenschappen
| Jaar | Plaats        | Resultaten                                |
| ---- | ------------- | ----------------------------------------- |
| 2007 | Arosa         | 15e Snowboardcross                        |
| 2011 | La Molina     | 26e Snowboardcross                        |
| 2015 | Kreischberg   | 17e Snowboardcross                        |
| 2017 | Sierra Nevada | 15e Snowboardcross 7e Snowboardcross team |
| 2021 | Idre Fjäll    | 23e Snowboardcross 9e Snowboardcross team |

### Wereldbeker
Eindklasseringen
| Seizoen   | Algm | SBX |
| --------- | ---- | --- |
| 2006/2007 | 92e  | 15e |
| 2007/2008 | 169e | 42e |
| 2008/2009 | 241e | 56e |
| 2009/2010 | 76e  | 21e |
| 2010/2011 | 40e  | 18e |
| 2011/2012 | –    | 27e |
| 2012/2013 | –    | 12e |
| 2013/2014 | –    | 20e |
| 2014/2015 | –    | 6e  |
| 2015/2016 | –    | 13e |
| 2016/2017 | –    | 6e  |
| 2017/2018 | –    | 23e |
| 2018/2019 | –    | 16e |
| 2019/2020 | –    | 18e |